# Henry H. Shelton

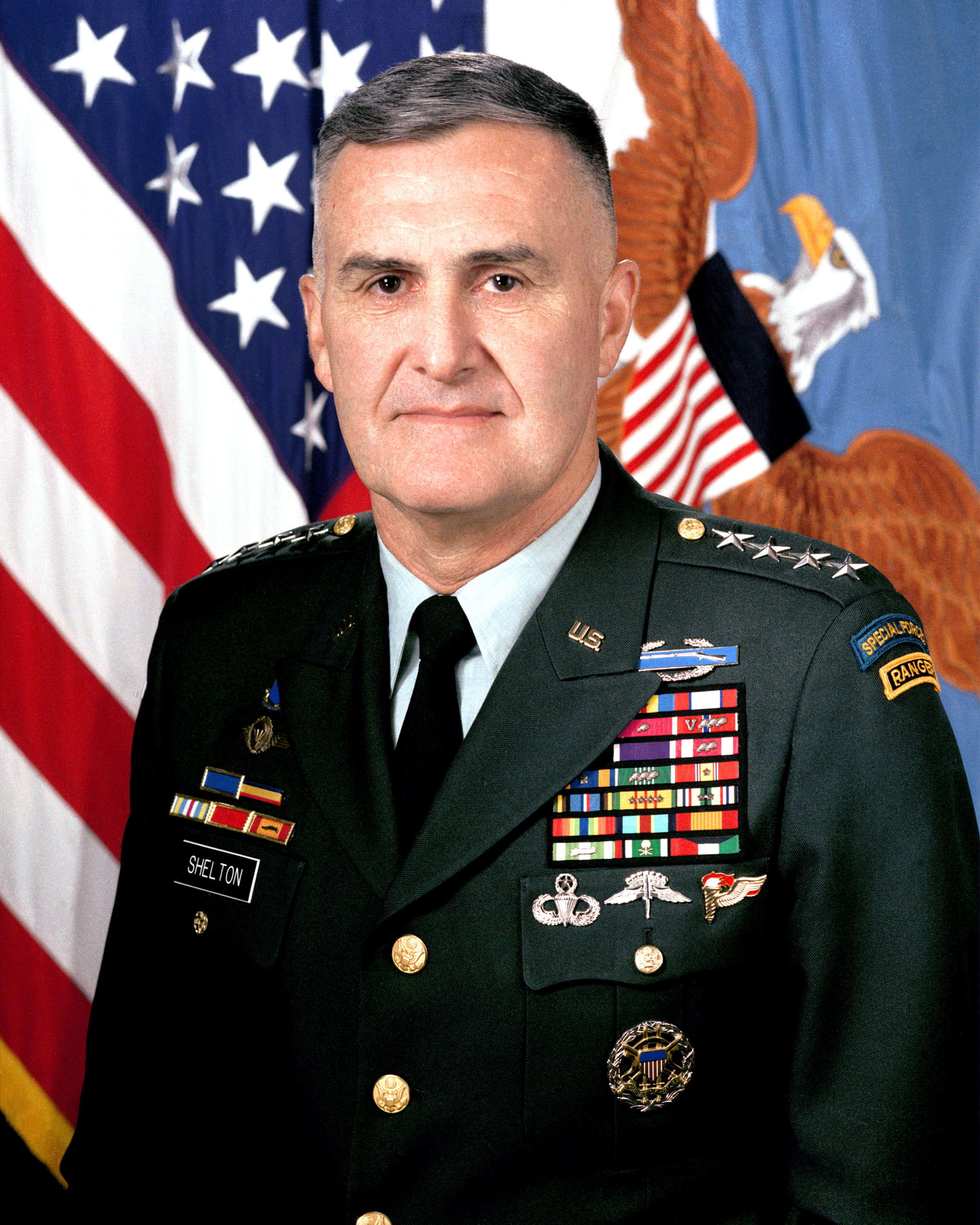
General Henry H. Shelton

Henry Hugh Shelton, KBE (* 2. Januar 1942 in Tarboro, North Carolina) ist ein US-amerikanischer General und war der 15. Vorsitzende des Vereinigten Generalstabs (Chairman of the Joint Chiefs of Staff).

## Militärische Laufbahn

### Ausbildung und erste Verwendungen
Shelton besuchte die North Carolina State University und war Mitglied der Pershing Rifles, einer Studentenorganisation, die von General John J. Pershing gegründet wurde. Er schloss mit einem Bachelor in Textilverarbeitung ab und trat durch das Reserve Officers Training Corps (ROTC) in die US Army ein. Er machte außerdem 1973 einen Master in Politikwissenschaft an der Auburn University und hat am Air Command and Staff College und am National War College studiert.
Vom November 1963 bis zum April war Shelton als Zugführer in der Stabskompanie des 1. Bataillons, 38. US-Infanterieregiment, der 2. US-Infanteriedivision in Fort Hood, Georgia, eingesetzt. Danach wurde er nach Fort Benning, Georgia, versetzt und absolvierte dort von April bis Juni 1964 die Ranger-Ausbildung. Vom Juni 1964 bis zum Juli 1965 war er in Fort Benning als Zugführer in der D-Kompanie, 1. Bataillon, 5. US-Kavallerieregiment, der 1. US-Kavalleriedivision eingesetzt und wurde in dieser Zeit, am 19. September 1964, zum Second Lieutenant und am 7. Januar 1965 zum First Lieutenant befördert. Vom Juli 1965 bis zum September 1966 war Shelton Angehöriger der US Army Reserve und war nicht im aktiven Dienst.

### Dienst im Vietnamkrieg
Vom September 1966 bis zum Juli 1967 folgte eine Tour of Duty im Vietnamkrieg. Shelton diente als Zugführer, Detachment B52, 5th Special Forces Group, des US Army Special Forces Command. Am 19. März 1967 wurde er zum Captain befördert und führte danach von Juli bis Dezember 1967 das Detachment A-104, C-Kompanie, 5th Special Forces Group der US Army Pacific. Dieses war beteiligt am Project Delta der MACV-SOG.
Zurück in den Vereinigten Staaten war er bis März 1968 als Executive Officer des 11. Bataillons, 3. Ausbildungsbrigade, des US Army Training Center in Fort Jackson, South Carolina, eingesetzt. Anschließend diente er bis Dezember desselben Jahres als Logistikoffizier (S4) der Brigade. Vom Januar 1969 bis zum Januar 1970 diente er abermals in Vietnam, diesmal in der 173. US-Luftlandebrigade, zuerst als Nachrichtenoffizier (S2), dann als Kompaniechef der C-Kompanie und danach als amtierender Operationsoffizier (S3) des 4. Bataillons, 503. US-Infanterieregiment, der Brigade.

### Stabsverwendungen
Nach diesen Auslandseinsätzen absolvierte Shelton vom März 1970 bis zum November 1970 den erweiterten Infanterieoffizierkurs an der US Army Infantry School in Fort Benning und war danach bis zum Juli 1972 als Ausbilder und später Operationsoffizier in der Rangerabteilung der Schule eingesetzt. Anschließend absolvierte er vom August 1972 bis zum Juni 1973 das Air Command and Staff College auf der Maxwell Air Force Base in Alabama und diente danach in den Schofield Barracks auf Hawaii vom Juli 1973 bis Juli 1975 als Personaloffizier (S1) und später als Operationsoffizier (S3) der 2. Brigade, der 25. US-Infanteriedivision. In dieser Verwendung wurde er am 7. Februar 1974 zum Major befördert. Danach wurde er in den Divisionsstab versetzt und diente dort vom Juli 1975 bis zum Juni 1976 zuerst als Personalabteilungsleiter für Offiziere und später als stellvertretender Personalgeneralstabsoffizier (G1). Nach dieser Stabsverwendung übernahm er wieder ein Truppenkommando, diesmal bis Juni 1977 als Executive Officer des 1. Bataillons, 14. US-Infanterieregiment, 2. Brigade, der Division auf Hawaii.
Wieder in den CONUS diente Shelton vom Juni 1977 bis zum April 1979 zuerst als Entwicklungsoffizier in der Waffenabteilung und später als Leiter der Verwendungsabteilung in der Majors Division im Personaldirektorat des US Army Military Personnel Center in Alexandria, Virginia. Während dieser Zeit wurde er am 6. November 1978 zum Lieutenant Colonel befördert.
Anschließend wurde er nach Fort Lewis in den US-Bundesstaat Washington versetzt und diente dort vom April 1979 bis Juni 1981 als Kommandeur des 3. Bataillons, 60. US-Infanterieregiment, 2. Brigade, der 9. US-Infanteriedivision. Danach wurde er in den Divisionsstab versetzt und diente dort bis zum Juni 1982 als assistierender Stabschef für Operationen.
Vom Juni 1982 bis zum Juni 1983 absolvierte Shelton das National War College in Fort McNair in Washington, D.C. Danach war er bis zum Oktober Vorsitzender einer Untersuchungskommission für Reserverangelegenheiten im Büro des stellvertretenden Personalstabschefs der US Army. Am 1. Oktober 1983 wurde Shelton zum Colonel befördert und übernahm bis zum Oktober 1985 das Kommando über die 1. Brigade der 82. US-Luftlandedivision in Fort Bragg, North Carolina. Nach diesem Kommando wurde er nach Fort Drum, New York, versetzt und diente dort bis zum Juli 1987 als Chef des Stabes der 10. US-Gebirgsdivision. Vom Juli 1987 bis zum Juni 1988 diente Shelton dann wieder in Washington, diesmal als stellvertretender Direktor für Operationen im National Military Command Center bzw. ab Juni 1988 bis Juli 1989 zuständig für aktuelle Operationen (J3). In dieser Zeit wurde er am 1. August 1988 zum Brigadier General befördert.

### Dienst im Generalsrang

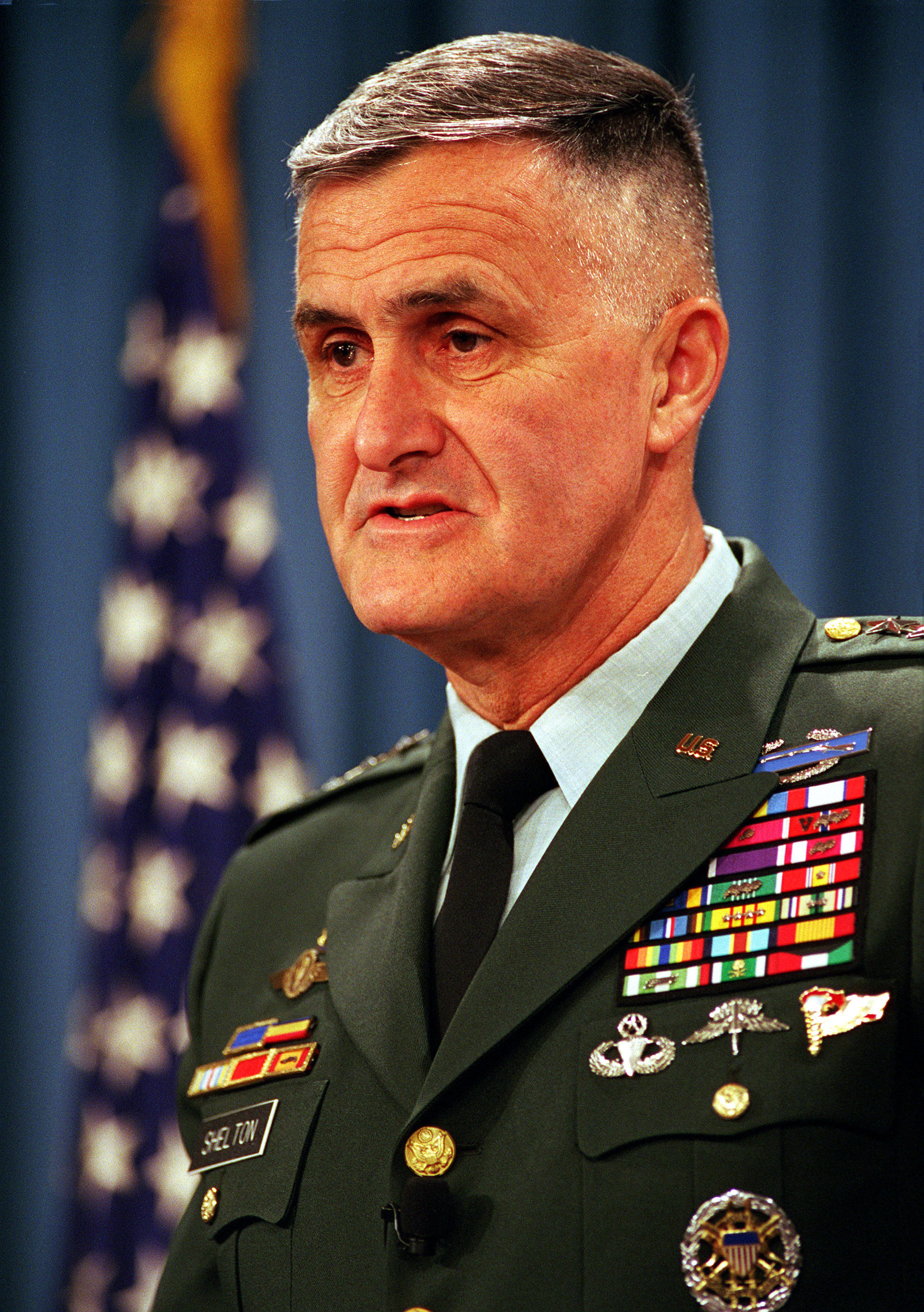
Shelton in einer Pressekonferenz, 1999.

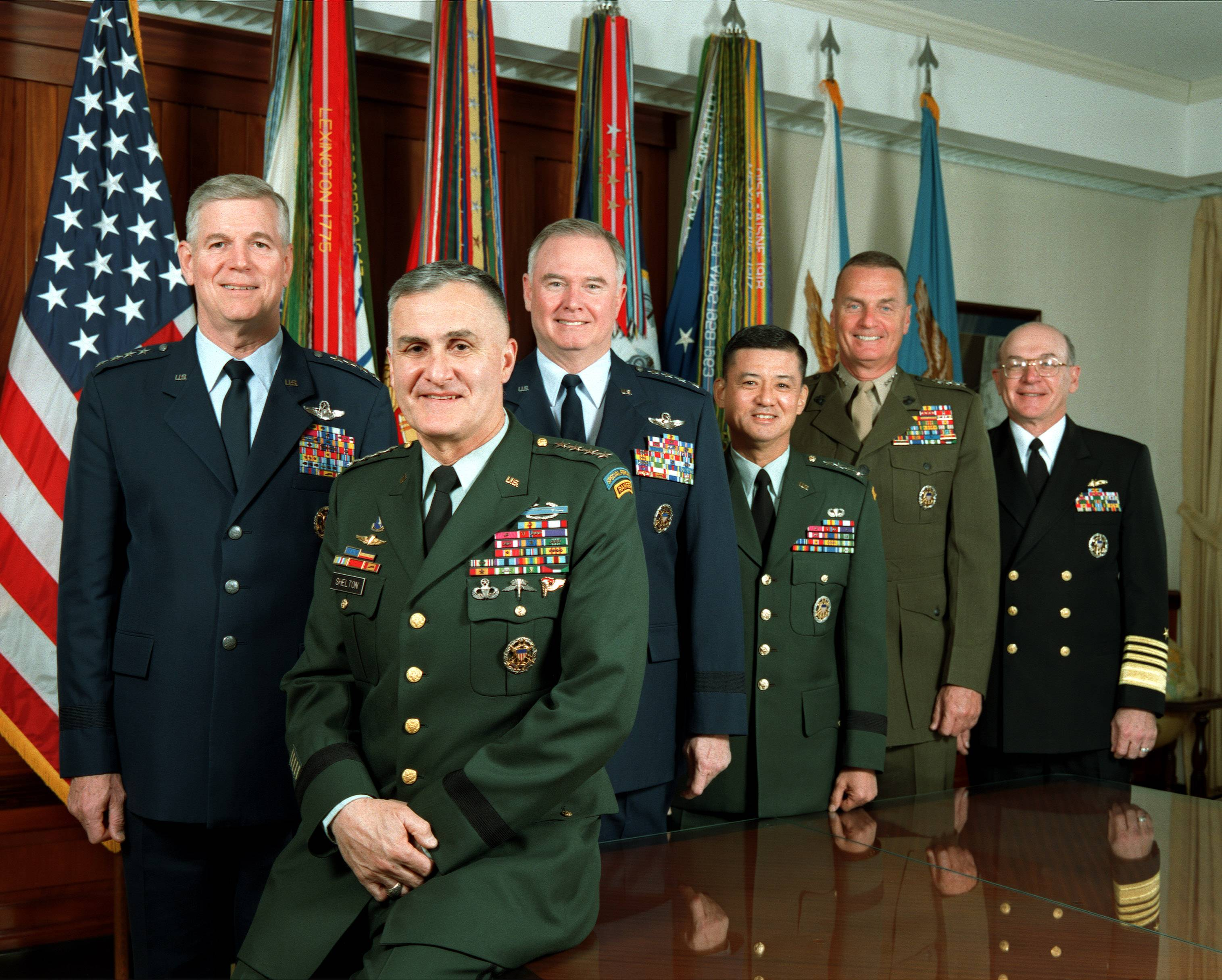
Gen. Shelton mit den Joint Chiefs of Staff, 2001.

Vom Juli 1989 bis zum Mai 1991 diente Shelton als stellvertretender Divisionskommandeur der 101. US-Luftlandedivision in Fort Campbell, Kentucky, unter dem Kommando von Major General J. H. Binford Peay III. Dabei war er vom August 1990 bis zum März 1991 mit der Division in Saudi-Arabien im Rahmen der Operation Desert Storm eingesetzt. Vom Mai 1991 bis zum Mai 1993 übernahm Shelton schließlich das Kommando über die 82. US-Luftlandedivision und wurde in dieser Verwendung am 1. Oktober 1991 zum Major General befördert. Danach wurde er am 7. Juni 1993 zum Lieutenant General ernannt und führte von da an bis zum Februar 1996 das übergeordnete XVIII. US-Luftlandekorps. In dieser Verwendung leitete er vom September bis Oktober 1994 die Joint Task Force Haiti (dt. etwa: Verbundkommando), die bei der Operation Uphold Democracy auf Haiti eingesetzt wurde.
Am 29. Februar 1996 übernahm Shelton das Kommando des US Special Operations Command (SOCOM) auf der MacDill Air Force Base in Florida und führte dies bis zum 25. September 1997, wobei er am 7. März 1996 zum General ernannt wurde.
Am 1. Oktober 1997 wurde Shelton als 15. Vorsitzender der Joint Chiefs of Staff vereidigt und war damit der erste Vorsitzende, der aus den Reihen der Special Forces kam und erst der zweite Absolvent des Reserve Officers Training Corps in dieser Position (nach Colin Powell). Seine Amtsperiode fiel in eine Zeit, in der die US-Streitkräfte auf dem ganzen Globus in viele Operationen eingebunden waren, darunter z. B. der Kosovokrieg. Shelton prägte auch den Begriff des Dover Tests. Dieser „Test“ zeigte die Unterstützung eines Krieges durch die US-Bevölkerung an, nachdem sie die toten US-Soldaten aus Konflikten, die auf der Dover Air Force Base ankamen, gesehen hatten.
Während seiner Amtszeit setzte sich Shelton besonders für die Belange der Soldaten, deren Familien und Veteranen ein. Dies geschah z. B. mit der größten Solderhöhung seit den 1980er Jahren. Außerdem veranlasste er 1999 die Gründung des US Joint Forces Command, welches für die Transformation der US-Streitkräfte verantwortlich zeichnet und sie in das 21. Jahrhundert führen soll.
Während der Ereignisse des 11. Septembers war Shelton an Bord eines Flugzeugs auf dem Weg nach London, daher übernahm sein Stellvertreter, General Richard B. Myers, den Posten des Vorsitzenden und folgte ihm am 1. Oktober 2001 als 16. Vorsitzender nach.
Seine Auszeichnungen umfassen u. a.: die Defense Distinguished Service Medal, mit dreifachem Eichenlaub, die Army Distinguished Service Medal mit Eichenlaub, das Legion of Merit, eine Art Verdienstmedaille, den Bronze Star für Tapferkeit und das Purple Heart. Im Jahre 2001 wurde er von Elizabeth II. zum Ritter geschlagen und ist damit Knight Commander of the British Empire (KBE).
In seiner Autobiografie „Without hesitation: the odyssey of an American warrior“ berichtete Shelton 2010 unter anderem, Präsident Bill Clinton habe im Jahr 2000 für mehrere Monate die Code-Karte für Nukleareinsätze der US-Armee, The Biscuit, verlegt.
Shelton ist mit Carolyn L. Johnson seit 1963 verheiratet. Sie haben drei Söhne.

## Auszeichnungen
Auswahl der Dekorationen, sortiert in Anlehnung der Order of Precedence of Military Awards:
- Defense Distinguished Service Medal (4 ×)
- Army Distinguished Service Medal (3 ×)
- Legion of Merit (2 ×)
- Bronze Star (4 ×)
- Purple Heart
- Meritorious Service Medal (2 ×)
- Air Medal (2 ×)
- Army Commendation Medal (4 ×)
- National Defense Service Medal (2 ×)
- Vietnam Service Medal (5 ×)
- Southwest Asia Service Medal (3 ×)